# Заслужений працівник транспорту України
Заслужений працівник транспорту України  — державна нагорода України — почесне звання України, яке надається Президентом України відповідно до Закону України «Про державні нагороди України». Згідно з Положенням про почесні звання України від 29 червня 2001 року, це звання присвоюється:
|  | спеціалістам і працівникам зв'язку, залізничного, морського, річкового, повітряного, автомобільного транспорту та дорожнього комплексу незалежно від форми власності, працівникам науково-дослідних і проектних інститутів, конструкторських бюро та лабораторій за досягнення високих показників у виконанні виробничих завдань, безаварійну роботу, впровадження високоефективних форм організації праці |

Особи, яких представляють до присвоєння почесного звання «Заслужений працівник транспорту України», повинні мати вищу або професійно-технічну освіту.